# J. Molat-Dugi-Kornat-Žirje-Zlarin-Murter-Pašman-Ugljan-Rivanj-Sestrunj-Molat
J. Molat-Dugi-Kornat-Žirje-Zlarin-Murter-Pašman-Ugljan-Rivanj-Sestrunj-Molat este o arie protejată (sit de importanță comunitară — SCI) din Croația întinsă pe o suprafață de 85.276,74 ha, integral marine.

## Localizare
Centrul sitului J. Molat-Dugi-Kornat-Žirje-Zlarin-Murter-Pašman-Ugljan-Rivanj-Sestrunj-Molat este situat la coordonatele 43°57′38″N 15°13′43″E / 43.960666°N 15.228733°E.

## Înființare
Situl J. Molat-Dugi-Kornat-Žirje-Zlarin-Murter-Pašman-Ugljan-Rivanj-Sestrunj-Molat a fost declarat sit de importanță comunitară în iulie 2013 pentru a proteja 1 specie de animale.

## Biodiversitate
Situată în ecoregiunea marină mediteraneană, aria protejată conține 2 habitate naturale: Peșteri marine scufundate complet sau parțial, Recifuri.
La baza desemnării sitului se află o specie protejată de  mamifere: delfin mare (Tursiops truncatus).